# Vodní lázeň

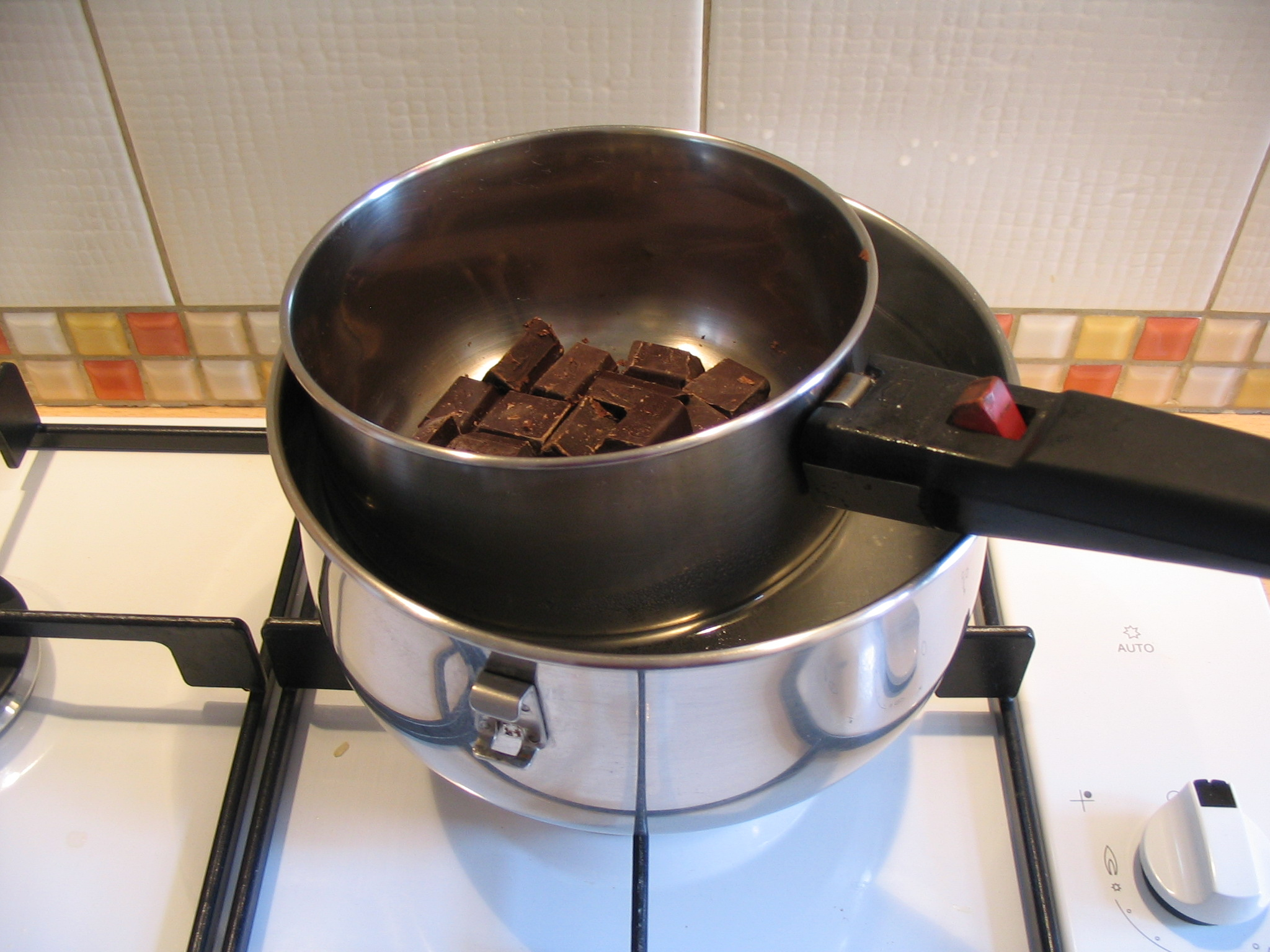
Domácí improvizovaná vodní lázeň pro zahřátí čokolády

Vodní lázeň je označení určitého způsobu ohřívání či vaření (a to zejména v chemii, alchymii a gastronomii), které má být pomalé nebo nemá překročit určitou teplotu.
Princip spočívá v tom, že mezi zdroj tepla (například plamen z hořáku) a nádobu s ohřívanou látkou je vložena větší nádoba s vodou, do které je nádoba s ohřívanou látkou ponořena (ale nemusí - potom mluvíme spíše o parní lázni). Voda se zahřívá postupně a rovnoměrněji v porovnání oproti přímému ohřevu nad plamenem se zahřívá i vnitřní nádoba.
Maximální dosažitelná teplota vnitřní nádoby je přitom teplota varu vody, tedy 100 stupňů Celsia (při normálním tlaku). Dokud se voda neodpaří, lze tuto teplotu vnitřní nádoby takto snadno udržovat dlouho dobu i na poměrně nestabilním plameni. Případně lze tímto způsobem udržovat i jiné teploty, pokud se místo vody použije jiná tekutina s jinou teplotou varu.
Při použití v kuchyni se používá obvykle skutečně voda, a to například pro roztátí čokolády nebo ztekutění krystalizovaného medu.